# Está bien no estar bien
Está bien no estar bien (en hangul, 사이코지만 괜찮아; romanización revisada, Saikojiman gwaenchana; literalmente, «Psicópata pero está bien») es una serie de televisión surcoreana transmitida del 20 de junio al 9 de agosto de 2020 (con adelantos previos de los capítulos de esta misma el 5 de enero de 2019) a través de tvN en Corea del Sur. La serie fue distribuida internacionalmente por Netflix .

## Sinopsis
La serie sigue el inusual romance entre Moon Kang-tae y Ko Moon-young, dos personas que terminan sanándose mutuamente las heridas emocionales y psicológicas.
Kang-tae es un inteligente, paciente y atractivo trabajador de la salud comunitaria en una sala psiquiátrica que vive únicamente con 1,8 millones de wones (aproximadamente $1,520 dólares) al mes, mientras que Moon-young, es una escritora de cuentos infantiles que padece un trastorno de personalidad antisocial.
Por otro lado, Kang-tae tiene la habilidad de simpatizar con los demás, sin embargo niega que el amor exista, mientras que Moon-young, es una mujer extremadamente egoísta, arrogante y grosera, que nunca lo ha experimentado. Juntos desafiarán el destino, mientras se enamoran, encontrando sus almas e identidades en el proceso.

## Reparto

### Personajes principales
| Actor                         | Personaje     | N.º de episodios | Notas |
| ----------------------------- | ------------- | ---------------- | --- |
| Kim Soo-hyun Moon Woo-jin     | Moon Kang-tae | 16               | Es un trabajador de salud comunitaria que trabaja en una sala psiquiátrica. Luego de perder a sus padres cuando era niño, se tuvo que convertir en el sostén de su familia, ya que su hermano mayor Sang-tae, es autista. Le cuesta trabajo relacionarse con la gente y no cree en el amor, sin embargo esto cambia cuando conoce a Ko Moon-young, quien a su vez la ayuda a entender los sentimientos de las demás personas. Aunque al inicio no quiere admitir que está enamorado de Moon-young, finalmente lo acepta y comienzan una relación. Cuando la responsable del asesinato de su madre es arrestada, Kang-tae finalmente puede vivir su vida junto a Moon-young y Sang-tae.                                                                        |
| Seo Ye-ji Kim Soo-in          | Ko Moon-young | 16               | Es una popular y extremadamente exitosa autora de libros para niños que padece un trastorno de personalidad antisocial y no sabe nada sobre el amor, sin embargo esto cambia cuando conoce a Kang-tae, quien a su vez, lo ayuda a relajarse y disfrutar más la vida. Poco después, comienza una relación con Kang-tae. Más tarde se revela que fue testigo de cómo su padre empujó a su madre por las escaleras, después de que el descubriera que ella había sido la responsable de la muerte de la madre de Kang-tae y Sang-tae. Después de que su madre finalmente es arrestada, Moon-young puede vivir su vida junto a Kang-tae y Sang-tae. |
| Oh Jung-se Lee Kyu-sung       | Moon Sang-tae | 16               | Es el hermano mayor de Kang-tae,un increíble y talentoso ilustrador que presenta un trastorno del espectro autista. Admira a Ko Moon-young y aunque al inicio se pone celoso de la relación de su hermano con Moon-young, ya que tiene miedo de que él lo abandone, poco después lo acepta, al darse cuenta de que ella hace feliz a su hermano, emoción que no veía en él. Más tarde se revela que Sang-tae había sido testigo del asesinato de su madre. Con el apoyo de Kang-tae y Moon-young, comienza a desenvolverse mejor y termina trabajando en su primer libro. |
| Park Kyu-young Park Seo-kyung | Nam Joo-ri    | 16               | Es una enfermera que trabaja en la misma sala psiquiátrica que Kang-tae. Luego de dejar Seúl y regresar a su ciudad natal para cuidar de su madre enferma, encuentra un trabajo como enfermera. Está enamorada de Kang-tae, sin embargo él no está interesado en ella. Conoce a Ko Moon-young desde que eran pequeñas, sin embargo Moon-young no la soporta, ya que la considera "doble cara". Joo-ri siempre ha está celosa de Moon-young y cuando descubre que Kang-tae está enamorado de ella, sus celos empeoran. Más tarde, finalmente Joo-ri se da cuenta de sus errores y se disculpa con Moon-young, y ambas comienzan a arreglar su relación. Aunque al inicio no acepta los sentimientos de Lee Sang-in hacia ella, poco a poco comienza a hacerlo. |

### Personajes secundarios
| Actor                       | Personaje                | N.º de episodios | Notas |
| --------------------------- | ------------------------ | ---------------- | --- |
| Kim Joo-hun                 | Lee Sang-in              | -                | Es el CEO de la editorial "Sangsangyisang Publishing", que comienza su carrera como editor de una historia de cuento de hadas escrita por Moon-young, a quien sobreprotege. Cuando Moon-young comienza a demostrar interés por Kang-tae se pone celoso e intenta hacer que él se aleje, ya que tiene miedo que él lo reemplace, pero no tiene éxito. Cuando conoce a Nam Joo-ri se enamora de ella y aunque al inicio ella no acepta sus sentimientos, poco a poco lo hace. Más tarde comienza a trabajar con Sang-tae. |
| Park Jin-joo                | Yoo Seung-jae            | -                | Es una directora de arte y la asistente de Lee Sang-in. Seung-jae no tiene miedo de decirle a Sang-in cuando hace algo mal, poniéndolo en su lugar. Se preocupa por Moon-young y Sang-tae, por lo que los aprecia y cuida. Más tarde comienza a desarrollar sentimientos por Jo Jae-soo. |
| Kim Chang-wan               | Oh Ji-wang               | -                | Es el director de la sala mental psiquiátrica del "OK Psychiatric Hospital" y padre de Oh Cha-yong. Es un hombre que se preocupa por sus pacientes y por su personal. Es uno de los que apoyan a Kang-tae, Moon-young y Sang-tae a salir adelante y cumplir sus sueños. |
| Kim Mi-kyung                | Kang Soon-deok           | -                | Es una cocinera en la sala mental psiquiátrica en el "OK Psychiatric Hospital" y la madre de Nam Joo-ri, cuidó a Moon-young cuando era pequeña por lo que le tiene afecto. También trata a Kang-tae y Sang-tae como a sus hijos. |
| Lee Eol (이얼)              | Ko Dae-hwan              | -                | Es el padre de Moon-young y un paciente en la sala mental psiquiátrica del "OK Psychiatric Hospital" que sufre de demencia. Cuando Moon-young era pequeña intentó matarla y desde la muerte de su esposa Do Hee-jae, perdió la cordura. Cada vez que su hija se acerca a él, Dae-hwan intenta atacarla. Más tarde se revela que la razón por la que había intentado matar a Moon-young era porque creía erróneamente que ella sería como Hee-jae, también se revela que Dae-hwan había descubierto que Hee-jae había matado a la madre de Kang-tae y Moon Sang-tae. Antes de morir le pide a Kang-tae que le diga a su hija que lo siente. |
| Jang Young-nam Woo Jung-won | Park Haeng-ja Do Hee-jae | 16 (12-14)       | Es la enfermera principal de la sala mental psiquiátrica del "OK Psychiatric Hospital", una mujer fuerte y meticulosa. Más tarde se revela que ha estado engañando a todos, y que en realidad es Hee-jae, una psicópata perturbada y la madre de Ko Moon-young, que ha estado atormentando a Ko Dae-hwan, durante su estancia en la sala mental. Años atrás Hee-jae, era una exitosa autora que había estado desaparecida durante años. Más tarde se revela que ella había sido la responsable de la muerte de la madre de Kang-tae y Sang-tae, y que luego de que su esposo creyera que estaba muerta, se había realizado varias operaciones estéticas en el rostro para no ser reconocida. Más tarde, finalmente es arrestada por sus crímenes y encarcelada. |
| Kang Ki-doong               | Jo Jae-soo               | -                | Es el mejor amigo de Kang-tae, quien es la única persona con la que comparte los altibajos de la vida. Jae-soo es increíblemente hablador y no puede quedarse callado durante más de tres segundos. Más tarde, comienza a desarrollar sentimientos por Yoo Seung-jae. |
| Jung Jae-kwang              | Joo Jung-tae             | -                | Es un paciente de la sala psiquiátrica del "OK Psychiatric Hospital". Un ex-bombero que depende del alcohol, ya que no puede evitar beber cada vez que ve fuego, para obtener confianza. Está enamorado de Lee A-reum, por lo que procura mejorar para poder estar con ella y cuidarla. |
| Ji Hye-won                  | Lee A-reum               | -                | Es una paciente en la sala psiquiátrica del "OK Psychiatric Hospital", quien está enamorada de Joo Jung-tae. Moon Kang-tae la descubre junto a Jung-tae cuando ambos intentaban salir de un cuarto a escondidas. Más tarde, luego de recuperarse, continúa una relación con Jung-tae y lo va a visitar a la sala psiquiátrica. |
| Kim Ki-chun                 | Kan Pil-ong              | -                | Es una paciente en la sala psiquiátrica del "OK Psychiatric Hospital". |
| Kang Ji-eun                 | Park Ok-ran              | -                | Es una paciente en la sala psiquiátrica del "OK Psychiatric Hospital", quien luego de escapar de la sala va a casa de Ko Moon-young y comienza a atormentarla diciéndole que es su madre. |
| Joo In-young                | Yoo Sun-hae              | -                | Es una paciente en la sala psiquiátrica del "OK Psychiatric Hospital". |
| Choi Woo-sung               | Oh Cha-yong              | -                | Es un cuidador y compañero de trabajo de Moon Kang-tae en la sala psiquiátrica del "OK Psychiatric Hospital". Es el hijo de Oh Ji-wang. |
| Jang Gyu-ri                 | Seon Byul                | -                | Es una enfermera con 3 años de experiencia que trabaja en la sala psiquiátrica del "OK Psychiatric Hospital" y la mejor amiga de Nam Joo-ri. |
| Seo Joon                    | Psiq. Kwon Min-suk       | -                | Es un psiquiatra en sala psiquiátrica del "OK Psychiatric Hospital". |
| Choi Hee-jin                | -                        | -                | Es la fallecida madre de Kang-tae y Sang-tae. Más tarde se revela que había sido asesinada por Do Hee-jae, evento que Sang-tae recuerda, luego de presenciar el asesinato. |

### Otros personajes
| Actor                  | Personaje       | N.º de episodios | Notas |
| ---------------------- | --------------- | ---------------- | --- |
| Ha Kyung-min           | -               | -                | Es un psiquiatra en sala psiquiátrica del "OK Psychiatric Hospital". |
| Bae Bo-ram (배보람)    | Myung Ji-seok   | 1                | Es una paciente en la sala psiquiátrica. |
| Jo Shi-yeon (조시연)   | Lee Seul-bi     | 1                | Es una pequeña fanática de las historias de Ko Moon-young. |
| Park Min-young         | -               | 1                | Es la madre de Lee Seul-bi. |
| Son Kang-gook          | Kim Seung-cheol | 1                | Es un paciente. |
| Kwon Ye-eun            | -               | 1                | Es la hija de Kim Seung-cheol. |
| Kim Jin                | -               | 1                | Es una enfermera. |
| Kim Woo-kyum           | -               | 1                | Es un cuidador. |
| Kim Tae-hoon           | -               | 1                | Es un doctor. |
| Yu Seung-il (유승일)   | -               | 1                | Es un furioso profesor. |
| Jung Seung-kil         | -               | 2                | Es un crítico de libros. |
| Kim Jae-cheol          | -               | 2                | Es un padre que asiste a la firma de autógrafos del libro de Ko Moon-young, con su esposa e hijo y termina atacando a Moon Sang-tae, por lo que Moon-young lo defiende.                                                            |
| Lee Ji-hae             | -               | 2                | Es una madre que asiste a la firma de autógrafos del libro de Ko Moon-young, con su esposo e hijo. |
| Jo Yi-hyun             | -               | 2                | Es un niño con un dinosaurio que asiste a la firma de autógrafos del libro de Ko Moon-young, cuando Moon Sang-tae ve su dinosaurio se acerca a él para platicar, ya que también le gustan, sin embargo el padre del niño lo ataca. |
| Lee Young-sook         | -               | 3-4              | Es la esposa de Kwon Man-soo. |
| Kang Dong-yup          | -               | 3-4              | Es el asistente de Kwon Man-soo. |
| Kwon Ha-young          | -               | 7-8              | Es la hija de Kang Eun-ja. |
| Kwon Dong-ho           | -               | 8                | Es el exesposo de Lee A-reum. |
| Jun Joon-woo           | -               | 9                | Es el hermano de Lee A-reum. |
| Lee Hwa-young          | -               | 9                | Es la madre de Lee A-reum. |
| Min Kyung-jin          | -               | 13               | Es el padre de Yoo Sun-hae. |
| Bae Sung-il            | -               | 15               | Es un detective. |
| Jung Ji-hyun (정지현)  | -               | -                | Es una personal de la editorial. |
| Cheon So-ra (천소라)   | -               | -                | Es una personal de la editorial |
| Ko Han-min (고한민)    | -               | -                | Es un personal de la editorial. |
| Yoo Yeon-seok (유연석) | -               | -                | Es un personal de la editorial. |
| Park So-young          | -               | -                | Es una enfermera. |
| Kim Jong-ho            | Im Ui-won       | -                | |

### Apariciones especiales
| Actor          | Personaje    | N.º de episodios | Notas |
| -------------- | ------------ | ---------------- | --- |
| Kwak Dong-yeon | Kwon Ki-do   | 3-4, 16          | Es un paciente en la sala psiquiátrica del "OK Psychiatric Hospital" y el hijo de Kwon Man-soo un miembro de la Asamblea Nacional, un hombre que se avergüenza de su hijo, por lo que lo esconde. Sin embargo gracias a la ayuda de Ko Moon-young, Ki-do llega a uno de los eventos de campaña de su padre, donde finalmente puede decir lo que siente y divertirse. Más tarde, luego de recuperarse Ki-do visita la sala psiquiátrica para asistir a la lectura del libro de Moon-young y Sang-tae. |
| Han Ki-joong   | Kwon Man-soo | 3-4              | Es el padre de Kwon Ki-do y un miembro de la Asamblea Nacional. Se avergüenza de su hijo, por lo que lo esconde y lo encierra en una sala psiquiátrica. |
| Jung Sang-hoon | -            | 5                | Es el dueño del motel donde Kang-tae y Moon-young llegan. |
| Bae Hae-sun    | Kang Eun-ja  | 4-7, 16          | Es una paciente en la sala psiquiátrica del "OK Psychiatric Hospital", que le dice a Go Moon-young que es su madre. Poco después Moon-young la ayuda a soltarse de su abrigo. Más tarde, luego de recuperarse, Eun-ja visita la sala psiquiátrica para asistir a la lectura del libro de Ko Moon-young y Moon Sang-tae. |
| Choi Daniel    | Choi Daniel  | 8                | Es el CEO de una compañía de anuncios y un fan de Ko Moon-young, a quien le pide un autógrafo y fotos cuando la encuentra en una cafetería, lo que ocasiona que Kang-tae se ponga celoso. |

## Episodios
La serie está conformada por 16 episodios, los cuales fueron emitidos todos los sábados y domingos (KST).

### Índice de audiencia
Los números en color rojo indican las calificaciones más bajas, mientras que los números en azul indican las calificaciones más altas.
| N.º      | Parte    | Título                                                          | Fecha de emisión    | Participación promedio de audiencia | Participación promedio de audiencia |
| N.º      | Parte    | Título                                                          | Fecha de emisión    | AGB Nielsen                         | AGB Nielsen                         |
| N.º      | Parte    | Título                                                          | Fecha de emisión    | Nacional                            | Seúl                                |
| -------- | -------- | --------------------------------------------------------------- | ------------------- | ----------------------------------- | ----------------------------------- |
| 1        | -        | El niño que se alimentaba de pesadillas (악몽을 먹고 자란 소년) | 20 de junio de 2020 | 6.093%                              | 7.036%                              |
| 2        | -        | La dama de las zapatillas rojas (빨간구두 아가씨)               | 21 de junio de 2020 | 4.722%                              | 5.474%                              |
| 3        | -        | La bruja durmiente (잠자는 숲 속의 마녀)                        | 27 de junio de 2020 | 5.940%                              | 6.529%                              |
| 4        | -        | El niño zombie (좀비아이)                                       | 28 de junio de 2020 | 4.942%                              | 6.000%                              |
| 5        | 1        | Rapunzel y el castillo maldito (저주받은 성의 라푼젤)           | 4 de julio de 2020  | 4.661%                              | 5.285%                              |
| 5        | 2        | Rapunzel y el castillo maldito (저주받은 성의 라푼젤)           | 4 de julio de 2020  | 5.248%                              | 5.782%                              |
| 6        | 1        | El secreto de Barba Azul (푸른 수염의 비밀)                     | 5 de julio de 2020  | 5.056%                              | 5.114%                              |
| 6        | 2        | El secreto de Barba Azul (푸른 수염의 비밀)                     | 5 de julio de 2020  | 5.647%                              | 5.748%                              |
| 7        | 1        | El perro alegre (봄날의 개)                                     | 11 de julio de 2020 | 5.054%                              | 5.434%                              |
| 7        | 2        | El perro alegre (봄날의 개)                                     | 11 de julio de 2020 | 5.555%                              | 5.753%                              |
| 8        | 1        | La Bella y la Bestia (미녀와 야수)                              | 12 de julio de 2020 | 4.744%                              | 5.160%                              |
| 8        | 2        | La Bella y la Bestia (미녀와 야수)                              | 12 de julio de 2020 | 5.634%                              | 6.407%                              |
| 9        | 1        | El rey con orejas de burro (임금님 귀는 당나귀 귀)              | 18 de julio de 2020 | 4.995%                              | 5.416%                              |
| 9        | 2        | El rey con orejas de burro (임금님 귀는 당나귀 귀)              | 18 de julio de 2020 | 5.814%                              | 6.501%                              |
| 10       | 1        | La niña y el lobo (양치기 소년)                                 | 19 de julio de 2020 | 4.212%                              | 4.669%                              |
| 10       | 2        | La niña y el lobo (양치기 소년)                                 | 19 de julio de 2020 | 5.481%                              | 5.995%                              |
| 11       | 1        | El patito feo (미운 오리 새끼)                                  | 25 de julio de 2020 | 4.552%                              | 4.681%                              |
| 11       | 2        | El patito feo (미운 오리 새끼)                                  | 25 de julio de 2020 | 5.681%                              | 5.661%                              |
| 12       | 1        | Romeo y Julieta (로미오와 줄리엣)                               | 26 de julio de 2020 | 5.145%                              | 5.597%                              |
| 12       | 2        | Romeo y Julieta (로미오와 줄리엣)                               | 26 de julio de 2020 | 5.264%                              | 6.108%                              |
| 13       | 1        | El padre de las dos hermanas (장화홍련의 아빠)                  | 1 de agosto de 2020 | 4.794%                              | 5.155%                              |
| 13       | 2        | El padre de las dos hermanas (장화홍련의 아빠)                  | 1 de agosto de 2020 | 5.696%                              | 6.151%                              |
| 14       | 1        | La mano, el rape (손, 아귀)                                     | 2 de agosto de 2020 | 5.403%                              | 6.042%                              |
| 14       | 2        | La mano, el rape (손, 아귀)                                     | 2 de agosto de 2020 | 5.947%                              | 6.654%                              |
| 15       | 1        | Historia de dos hermanos (의좋은 형제들)                        | 8 de agosto de 2020 | 5.567%                              | 6.198%                              |
| 15       | 2        | Historia de dos hermanos (의좋은 형제들)                        | 8 de agosto de 2020 | 6.492%                              | 7.365%                              |
| 16       | 1        | En busca de la verdadera cara (진짜 진짜 얼굴을 찾아서)         | 9 de agosto de 2020 | 6.224%                              | 7.296%                              |
| 16       | 2        | En busca de la verdadera cara (진짜 진짜 얼굴을 찾아서)         | 9 de agosto de 2020 | 7.348%                              | 8.535%                              |
| Promedio | Promedio | Promedio                                                        | Promedio            | 5.425%                              | 6.025%                              |

## Banda sonora
La banda sonora de la serie estuvo conformada por las siguientes canciones:
| Parte 1 |                                              |                            |                            |            |          |  |
| N.º     | Título                                       | Letras                     | Música                     | Artista(s) | Duración |  |
| 1.      | «You're Cold (더 많이 사랑한 사람이 아프대)» | Nam Hye-seung, Park Jin-ho | Nam Hye-seung, Park Jin-ho | Heize      | 3:54     |  |
| 2.      | «You're Cold"» (instrumental)                |                            | Nam Hye-seung, Park Jin-ho |            | 3:54     |  |
| 7:48    |                                              |                            |                            |            |          |  |

| Parte 2 |                         |                            |                            |            |          |  |
| N.º     | Título                  | Letras                     | Música                     | Artista(s) | Duración |  |
| 1.      | «Breath (숨)»           | Nam Hye-seung, Park Jin-ho | Nam Hye-seung, Park Jin-ho | Sam Kim    | 4:14     |  |
| 2.      | «Breath» (instrumental) |                            | Nam Hye-seung, Park Jin-ho |            | 4:14     |  |
| 8:28    |                         |                            |                            |            |          |  |

| Parte 3 |                          |                            |                           |            |          |  |
| N.º     | Título                   | Letras                     | Música                    | Artista(s) | Duración |  |
| 1.      | «My Tale»                | Nam Hye-seung, Park Jin-ho | Nam Hye-seung, Surf Green | Park Won   | 3:47     |  |
| 2.      | «My Tale» (instrumental) |                            | Nam Hye-seung, Surf Green |            | 3:47     |  |
| 7:34    |                          |                            |                           |            |          |  |

| Special Track Vol. 1 |                           |                          |                                           |            |          |  |
| N.º                  | Título                    | Letras                   | Música                                    | Artista(s) | Duración |  |
| 1.                   | «Wake Up»                 | Nam Hye-Seung, Jello Ann | Nam Hye-seung, Surf Green                 | Elaine     | 4:14     |  |
| 2.                   | «Got You»                 | Kim Kyung-hee            | Nam Hye-seung, Park Sang-hee              | GA EUN     | 3:13     |  |
| 3.                   | «Your Day» (con Kim Bom)  | Nam Hye-seung, Jello Ann | Nam Hye-seung, Jeon Jung-hoon, Kim Ki-won | Kim Ki-won | 1:51     |  |
| 4.                   | «Wake Up» (instrumental)  |                          | Nam Hye-seung, Surf Green                 |            | 4:14     |  |
| 5.                   | «Got You» (instrumental)  |                          | Nam Hye-seung, Park Sang-hee              |            | 3:13     |  |
| 6.                   | «Your Day» (instrumental) |                          | Nam Hye-seung, Jeon Jung-hoon, Kim Ki-won |            | 1:51     |  |
| 18:36                |                           |                          |                                           |            |          |  |

| Parte 4 |                                        |                            |                           |                    |          |  |
| N.º     | Título                                 | Letras                     | Música                    | Artista(s)         | Duración |  |
| 1.      | «In Your Time (아직 너의 시간에 살아)» | Nam Hye-seung, Park Jin-ho | Nam Hye-seung, Surf Green | Lee Su-hyun (AKMU) | 4:29     |  |
| 2.      | «In Your Time» (instrumental)          |                            | Nam Hye-seung, Surf Green |                    | 4:29     |  |
| 8:58    |                                        |                            |                           |                    |          |  |

| Special Track Vol.2 |                                         |                          |                              |            |          |  |
| N.º                 | Título                                  | Letras                   | Música                       | Artista(s) | Duración |  |
| 1.                  | «In Silence»                            | Kim Kyung-hee            | Nam Hye-seung, Park Sang-hee | Janet Suhh | 3:30     |  |
| 2.                  | «I'm Your Psycho»                       | Nam Hye-seung, Jello Ann | Nam Hye-seung, Park Sang-hee | Janet Suhh | 3:10     |  |
| 3.                  | «Lighting Up Your World»                | Kim Kyung-hee            | Nam Hye-seung, Kim Kyung-hee | Janet Suhh | 3:38     |  |
| 4.                  | «In Silence» (instrumental)             |                          | Nam Hye-seung, Park Sang-hee |            | 3:30     |  |
| 5.                  | «Got You» (instrumental)                |                          | Nam Hye-seung, Park Sang-hee |            | 3:10     |  |
| 6.                  | «Lighting Up Your World» (instrumental) |                          | Nam Hye-seung, Kim Kyung-hee |            | 3:38     |  |
| 20:36               |                                         |                          |                              |            |          |  |

| Parte 5 |                                 |                           |                           |            |          |  |
| N.º     | Título                          | Letras                    | Música                    | Artista(s) | Duración |  |
| 1.      | «Hallelujah (나도 모르는 노래)» | Nam Hye-seung, Surf Green | Nam Hye-seung, Surf Green | Kim Feel   | 4:28     |  |
| 2.      | «Hallelujah» (instrumental)     |                           | Nam Hye-seung, Surf Green |            | 4:28     |  |
| 8:56    |                                 |                           |                           |            |          |  |

| Parte 6 |                                    |                           |                      |            |          |  |
| N.º     | Título                             | Letras                    | Música               | Artista(s) | Duración |  |
| 1.      | «Little By Little (너라서 고마워)» | Nam Hye-seung, Kim Ki-won | Nam Hye-seung, B.a.B | Cheeze     | 4:27     |  |
| 2.      | «Little By Little» (instrumental)  |                           | Nam Hye-seung, B.a.B |            | 4:27     |  |
| 8:54    |                                    |                           |                      |            |          |  |

| Parte 7 |                         |                           |                           |            |          |  |
| N.º     | Título                  | Letras                    | Música                    | Artista(s) | Duración |  |
| 1.      | «Puzzle (퍼즐)»         | Nam Hye-seung, Surf Green | Nam Hye-seung, Surf Green | Yongzoo    | 3:55     |  |
| 2.      | «Puzzle» (instrumental) |                           | Nam Hye-seung, Surf Green |            | 3:55     |  |
| 7:50    |                         |                           |                           |            |          |  |

| Disco 1 |                                                        |                            |          |  |
| N.º     | Título                                                 | Artista(s)                 | Duración |  |
| 1.      | «Sketch Book (It's Okay to Not Be Okay Opening Title)» | Janet Suhh                 | 1:51     |  |
| 2.      | «You're Cold (더 많이 사랑한 쪽이 아프대)»             | Heize                      | 3:54     |  |
| 3.      | «Breath (숨)»                                          | Sam Kim                    | 4:14     |  |
| 4.      | «My Tale»                                              | Park Won                   | 3:47     |  |
| 5.      | «In Your Time (아직 너의 시간에 살아)»                 | Lee Su-hyun (AKMU)         | 4:29     |  |
| 6.      | «Hallelujah (나도 모르는 노래)»                        | Kim Feel                   | 4:28     |  |
| 7.      | «Little by Little (너라서 고마워)»                     | Cheeze                     | 4:27     |  |
| 8.      | «Puzzle (퍼즐)»                                        | Yongzoo                    | 3:55     |  |
| 9.      | «Wake Up»                                              | Elaine                     | 4:14     |  |
| 10.     | «Got You»                                              | GA EUN                     | 3:13     |  |
| 11.     | «Your Day»                                             | Kim Ki-won                 | 1:51     |  |
| 12.     | «In Silence»                                           | Janet Suhh                 | 3:30     |  |
| 13.     | «I'm Your Psycho»                                      | Janet Suhh                 | 3:10     |  |
| 14.     | «Lighting Up Your World»                               | Janet Suhh                 | 3:38     |  |
| 15.     | «Quelemente (괜찮은 병원 체조송)»                      | Lee Jong-soo, Na Byung-soo | 1:57     |  |
| 16.     | «Song for Election (Symbol No. 1 Kwon Man Soo)»        | Funny J                    | 2:50     |  |

| Disco 2 |                                                                 |                               |          |  |
| N.º     | Título                                                          | Artista(s)                    | Duración |  |
| 1.      | «Sew Your Heart»                                                | Kim Kyung-hee                 | 3:24     |  |
| 2.      | «Brother (Gang-tae, Sang-tae's Theme)»                          | Nam Hye-seung, Park Sang-hee  | 3:35     |  |
| 3.      | «Her World (Moon-young's Theme)»                                | Nam Hye-seung, Park Sang-hee  | 3:23     |  |
| 4.      | «Destiny is Nothing (운명이 별거)»                              | Nam Hye-seung, Park Sang-hee  | 1:32     |  |
| 5.      | «Gang-tae & Jae-soo's Speed Instinct (강태와 재수의 질주본능)»  | Kim Kyung-hee                 | 1:19     |  |
| 6.      | «Facing the Fate (운명을 맞잡고)»                               | Nam Hye-seung, Park Sang-hee  | 1:45     |  |
| 7.      | «River of Loneliness (Gang-tae's Theme)»                        | Nam Hye-seung, Park Sang-hee  | 3:00     |  |
| 8.      | «On The Road, Left Alone (혼자 남겨진 그 길 위에서)»            | Nam Hye-seung, Park Sang-hee  | 4:22     |  |
| 9.      | «Through The Dark Tunnel of Time (어두운 시간의 터널을 지나다)» | Nam Hye-seung, Park Sang-hee  | 3:16     |  |
| 10.     | «Their Own World (그들만의 세계)»                               | Lee So-young                  | 2:12     |  |
| 11.     | «It's Okay (괜찮아)»                                            | Nam Hye-seung, Go Eun-jung    | 1:10     |  |
| 12.     | «Thunderbolt (우렁각시)»                                        | Nam Hye-seung, Go Eun-jung    | 1:15     |  |
| 13.     | «Rooftop March (Chopsticks Variation)»                          | Nam Hye-seung, Park Sang-hee  | 0:53     |  |
| 14.     | «Butterfly (Do Hui-jae's Theme)»                                | Nam Hye-seung, Park Sang-hee  | 2:35     |  |
| 15.     | «Jae-soo and Alberto (재수와 알베르토)»                         | Nam Hye-seung, Park Sang-hee  | 0:40     |  |
| 16.     | «A Hidden Heart (감춰진 마음)»                                  | Lee So-young                  | 3:03     |  |
| 17.     | «Bluebeard (푸른수염)»                                          | Nam Hye-seung, Jeon Jung-hoon | 2:10     |  |
| 18.     | «The Dusk of The City (도시의 해질녘)»                          | Lee So-young                  | 3:52     |  |
| 19.     | «For Ju-ri (Fur Elise Variation)»                               | Nam Hye-seung, Park Sang-hee  | 1:25     |  |
| 20.     | «Publishing Company SangsangESang (상상이상 출판사)»            | Nam Hye-seung, Park Sang-hee  | 2:44     |  |

#### Rendimiento en listas
| Título                       | Año  | Mayor posición | Pertenencia | Ref.   |
| Título                       | Año  | KOR            | Pertenencia | Ref.   |
| ---------------------------- | ---- | -------------- | ----------- | ------ |
| "You're Cold" (Heize)        | 2020 | 62             | Parte 1     | [ 78 ] |
| "Breath" (Sam Kim)           | 2020 | 59             | Parte 2     | [ 79 ] |
| "My Tale" (Park Won)         | 2020 | 92             | Parte 3     | [ 80 ] |
| "In Your Time" (Lee Su-hyun) | 2020 | 31             | Parte 4     | [ 81 ] |
| "Hallelujah" (Kim Feel)      | 2020 | 80             | Parte 5     | [ 82 ] |
| "Little By Little" (Cheeze)  | 2020 | 106            | Parte 6     | [ 83 ] |

## Premios y nominaciones
| Año  | Premio                             | Categoría                                   | Nominado(a)                    | Resultado | Ref.                 |
| ---- | ---------------------------------- | ------------------------------------------- | ------------------------------ | --------- | -------------------- |
| 2021 | 49th International Emmy Award      | Best TV Movie or Miniseries                 | It's Okay to Not Be Okay       | Nominado  | [ 84 ] [ 85 ] [ 86 ] |
| 2021 | 57th Baeksang Arts Awards          | Mejor Drama (TV)                            | It's Okay to Not Be Okay       | Nominado  | [ 87 ]               |
| 2021 | 57th Baeksang Arts Awards          | Mejor Actor (TV)                            | Kim Soo-hyun                   | Nominado  | [ 87 ]               |
| 2021 | 57th Baeksang Arts Awards          | Mejor Actriz (TV)                           | Seo Ye-ji                      | Nominada  | [ 87 ]               |
| 2021 | 57th Baeksang Arts Awards          | Mejor Actor Secundario (TV)                 | Oh Jung-se                     | Ganador   | [ 87 ]               |
| 2021 | 57th Baeksang Arts Awards          | Mejor Actriz Secundaria (TV)                | Jang Young-nam                 | Nominada  | [ 87 ]               |
| 2021 | 57th Baeksang Arts Awards          | Mejor Director (TV)                         | Park Shin-woo                  | Nominada  | [ 88 ]               |
| 2021 | 57th Baeksang Arts Awards          | Mejor Guionista (TV)                        | Jo Yong                        | Nominada  |                      |
| 2021 | 57th Baeksang Arts Awards          | Technical Award (Best Art Director)         | Cho Sang-kyung                 | Ganador   | [ 89 ]               |
| 2021 | 57th Baeksang Arts Awards          | TikTok Popularity Award                     | Seo Ye-ji                      | Ganadora  |                      |
| 2021 | 30th Seoul Music Award             | OST Award                                   | Lee Su-hyun por "In Your Time" | Nominada  | [ 90 ]               |
| 2020 | 7th APAN Star Award                | Excellence Award, Actress in a Miniseries   | Seo Ye-ji                      | Ganadora  | [ 91 ]               |
| 2020 | 7th APAN Star Award                | Best Supporting Actor                       | Oh Jung-se                     | Ganador   | [ 92 ]               |
| 2020 | 7th APAN Star Award                | Popular Star Award, Actor                   | Kim Soo-hyun                   | Ganador   | [ 93 ]               |
| 2020 | 7th APAN Star Award                | Popular Star Award, Actress                 | Seo Ye-ji                      | Ganadora  |                      |
| 2020 | 7th APAN Star Award                | Top Excellence Award, Actor in a Miniseries | Kim Soo-hyun                   | Nominado  | [ 94 ]               |
| 2020 | 7th APAN Star Award                | KT Seezn Star Award                         | Kim Soo-hyun                   | Nominado  |                      |
| 2020 | 7th APAN Star Award                | KT Seezn Star Award                         | Seo Ye-ji                      | Nominada  |                      |
| 2020 | 7th APAN Star Award                | Best Drama                                  | Está bien no estar bien        | Nominado  |                      |
| 2020 | 7th APAN Star Award                | Best OST                                    | Lee Su-hyun por "In Your Time" | Nominada  |                      |
| 2020 | 5th Asia Artist Award              | Grand Prize (Daesang)                       | Kim Soo-hyun                   | Ganadora  |                      |
| 2020 | 5th Asia Artist Award              | AAA Best Artist (Actress)                   | Seo Ye-ji                      | Ganadora  | [ 95 ]               |
| 2020 | 5th Asia Artist Award              | Hot Issue Award (Actor)                     | Kim Soo-hyun                   | Ganador   | [ 96 ]               |
| 2020 | 5th Asia Artist Award              | Hot Issue Award (Actress)                   | Seo Ye-ji                      | Ganadora  | [ 97 ]               |
| 2020 | 18th Brand of the Year Award       | Actor del Año                               | Kim Soo-hyun                   | Nominado  | [ 98 ]               |
| 2020 | 18th Brand of the Year Award       | Actriz del Año                              | Seo Ye-ji                      | Ganadora  |                      |
| 2020 | 2nd. Daejeon Visual Art Tech Award | Special Video Visual of the Year Award      | Está bien no estar bien        | Ganadora  |                      |

## Producción

### Rodaje
La primera lectura del guion se llevó a cabo el 8 de mayo de 2020, y la filmación fue finalizada el 31 de julio de 2020 sin una fiesta de clausura a causa de la pandemia de COVID-19.
Los lugares que sirvieron para el rodaje del drama incluyeron el Café Sandina en Wonju, Gangwon, que proporcionó el fondo para el "castillo maldito", completado con efectos CGI; Secret Blue Cafe en el condado de Goseong, Gangwon, que se transformó en el Hospital Psiquiátrico OK a efectos del rodaje. Las ubicaciones exteriores incluían calles y playas en Goseong, así como ubicaciones en Yangju (Gyeonggi) e Incheon.

### Literatura relacionada
Cada uno de los capítulos de la serie se relaciona con un cuento de hadas o libro infantil, por el cual atraviesa la trama y en el que se ve reflejado su moraleja, a la vez que son parte del propio título del capítulo correspondiente. Algunos pertenecen a los cuentos de hadas europeos tradicionales, como Las zapatillas rojas y El patito feo de Hans Christian Andersen, Rapunzel de los hermanos Grimm, La Bella y la Bestia de Gabrielle-Suzanne Barbot de Villeneuve y Barba Azul de Charles Perrault, incluso algunos sin origen claro como La niña y el lobo. Otros pertenecen a relatos antiguos, como El rey con orejas de burro en base al mito del rey griego Midas y el relato egipcio Historia de los dos hermanos. También se encuentran otras obras más variadas, como el cuento popular de la época Joseon titulado Janghwa Hongryeon jeon y la tragedia Romeo y Julieta de William Shakespeare. Por último, encontramos los cinco libros redactados por la protagonista de la serie en la ficción, originales de la guionista Jo Yong y el artista conceptual Jamsan.
Los cinco libros de cuentos de hadas creados por el guionista Jo Yong para la serie, e ilustrados por el artista conceptual Jamsan, fueron publicados (solo en coreano) por Wisdom House en julio y agosto de 2020. Aunque El niño que se alimentaba de pesadillas se publicó después de El niño zombie, es catalogado por la editorial como el primer libro de la serie. La paleta de colores utilizados en estos libros se reflejaba con lo que la serie quería transmitir en ese momento; en los primeros libros, como  El niño que se alimentaba de pesadillas y El niño zombie, el artista uso colores oscuros para expresar el daño emocional sufrido por el personaje, mientras que, a medida que avanzaba la trama, las escenas empiezan a tener colores más vivos, finalizando en el libro En busca de la verdadera cara, buscando lograr una sensación más cálida y amigable al estilo de El principito y Las aventuras de Alicia en el país de las maravillas.
| N.º | Título (traducción al español)                                  | Páginas | Fecha de publicación | ISBN              |
| --- | --------------------------------------------------------------- | ------- | -------------------- | ----------------- |
| 1   | El niño que se alimentaba de pesadillas (악몽을 먹고 자란 소년) | 16      | 18 de julio de 2020  | 979-1-1909-0815-3 |
| 2   | El niño zombie (좀비아이)                                       | 24      | 13 de julio de 2020  | 979-1-1909-0816-0 |
| 3   | El perro alegre (봄날의 개)                                     | 16      | 30 de julio de 2020  | 979-1-1909-0817-7 |
| 4   | La mano, el rape (손, 아귀)                                     | 20      | 15 de agosto de 2020 | 979-1-1909-0868-9 |
| 5   | En busca de la verdadera cara (진짜 진짜 얼굴을 찾아서)         | 24      | 31 de agosto de 2020 | 979-1-1909-0874-0 |

El guion de la serie, también ilustrado por Jamsan, se publicó en dos libros: cada uno cubre ocho episodios.
| N.º | Título (traducción al español)                | Páginas | Fecha de publicación | ISBN              |
| --- | --------------------------------------------- | ------- | -------------------- | ----------------- |
| 1   | Está bien no estar bien 1 (사이코지만 괜찮아) | 504     | 30 de julio de 2020  | 978-8-9315-8984-9 |
| 2   | Está bien no estar bien 2 (사이코지만 괜찮아) | 520     | 27 de agosto de 2020 | 978-8-9315-8985-6 |

### Recepción
Antes de su estreno, los teasers de la serie han llamado la atención de los espectadores quienes mencionan estar entusiasmados por la química que demuestran los actores principales Kim Soo-hyun y Seo Ye-ji. Después de su estreno la serie también recibió críticas positivas, donde los televidentes aplaudieron las interpretaciones de los actores así como el detalle en los trastornos mentales.